# 톰 대커
톰 대커(Tom Thacker, 1977년 4월 11일 ~ )는 캐나다의 기타리스트로, 썸 41의 일원이다.